# Thrixspermum sagoense
Thrixspermum sagoense är en orkidéart som beskrevs av Johannes Jacobus Smith. Thrixspermum sagoense ingår i släktet Thrixspermum och familjen orkidéer. Inga underarter finns listade i Catalogue of Life.